# Velká Británie na Letních olympijských hrách 1956
Velkou Británii na Letních olympijských hrách v roce 1956 v australském Melbourne reprezentovalo 189 sportovců (163 mužů a 26 žen) ve 17 sportovních odvětvích.

## Medailová umístění
| Medaile | Jméno                                                      | Sport      | Disciplína                          |
| ------- | ---------------------------------------------------------- | ---------- | ----------------------------------- |
| Zlato   | Chris Brasher                                              | Atletika   | Muži 3 000 m překážek               |
| Zlato   | Terence Spinks                                             | Box        | Muži váha muší do 51 kg             |
| Zlato   | Richard McTaggart                                          | Box        | Muži lehká váha do 60 kg            |
| Zlato   | Bertie Hill Arthur Rook Francis Weldon                     | Jezdectví  | Jezdecká všestrannost – družstvo    |
| Zlato   | Gillian Sheenová                                           | Šerm       | Ženy fleret                         |
| Zlato   | Judy Grinhamová                                            | Plavání    | Ženy 100 m znak                     |
| Stříbro | Derek Johnson                                              | Atletika   | Muži běh na 800 m                   |
| Stříbro | Gordon Pirie                                               | Atletika   | Muži běh na 5 000 m                 |
| Stříbro | Jean Scrivens Heather Armitageová June Foulds Anne Pashley | Atletika   | Ženy štafeta 4 × 100 m              |
| Stříbro | Thelma Hopkinsová                                          | Atletika   | Ženy skok vysoký                    |
| Stříbro | Thomas Nicholls                                            | Box        | Muži pérová váha do 57 kg           |
| Stříbro | Arthur Brittain William Holmes Alan Jackson                | Cyklistika | Družstvo mužů – hromadný start      |
| Stříbro | Robert Perry David Bowker John Dillon Neil Kennedy-Cochran | Jachting   | Muži třída 5½ m                     |
| Bronz   | Derek Ibbotson                                             | Atletika   | Muži běh na 5 000 m                 |
| Bronz   | Michael Wheeler Peter Higgins Derek Johnson John Salisbury | Atletika   | Muži štafeta 4 × 400 m              |
| Bronz   | Nicholas Gargano                                           | Box        | Muži váha lehká střední do 67 kg    |
| Bronz   | John McCormack                                             | Box        | Muži lehkotěžká váha do 71 kg       |
| Bronz   | Thomas Simpson Donald Burgess Michael Gambrill John Geddes | Cyklistika | Družstvo mužů 4 000 m stíhací závod |
| Bronz   | Alan Jackson                                               | Cyklistika | Muži silniční závod jednotlivců     |
| Bronz   | Francis Weldon                                             | Jezdectví  | Jezdecká všestrannost – jednotlivci |
| Bronz   | Peter Robeson Pat Smythe Wilf White                        | Jezdectví  | Parkurové skákání – družstva        |
| Bronz   | Margaret Edwards                                           | Plavání    | Ženy 100 m znak                     |
| Bronz   | Terrence Smith Jasper Blackall                             | Jachting   | Muži třída Sharpie 12m²             |
| Bronz   | Graham Mann Ronald Backus Jonathan Janson                  | Jachting   | Muži třída Dragon                   |